# Laignelet
Laignelet (bretonisch: Kernoanig; Gallo: Leingelaé) ist eine französische Gemeinde mit 1.217 Einwohnern (Stand: 1. Januar 2022) im Département Ille-et-Vilaine in der Region Bretagne; sie gehört zum Arrondissement Fougères-Vitré und zum Kanton Fougères-2. Die Einwohner werden Agnelais genannt.

## Geographie
Die Gemeinde Laignelet liegt etwa vier Kilometer nordöstlich von Fougères. Der Couesnon begrenzt die Gemeinde im Westen. Umgeben wird Laignelet von den Nachbargemeinden Landéan im Norden, Le Loroux im Nordosten und NOsten, La Chapelle-Fleurigné im Osten und Südosten, Beaucé im Süden, Fougères im Südwesten sowie Lécousse im Südwesten und Westen.
Durch die Gemeinde führt die Route nationale 12.

## Bevölkerungsentwicklung
| Jahr          | 1962 | 1968 | 1975 | 1982 | 1990 | 1999 | 2006 | 2012 | 2020 |
| Einwohner     | 518  | 479  | 601  | 641  | 727  | 789  | 853  | 1135 | 1190 |
| Quelle: INSEE |      |      |      |      |      |      |      |      |      |

## Sehenswürdigkeiten
- Kirche Saint-Martin, 1888 erbaut, Monument historique

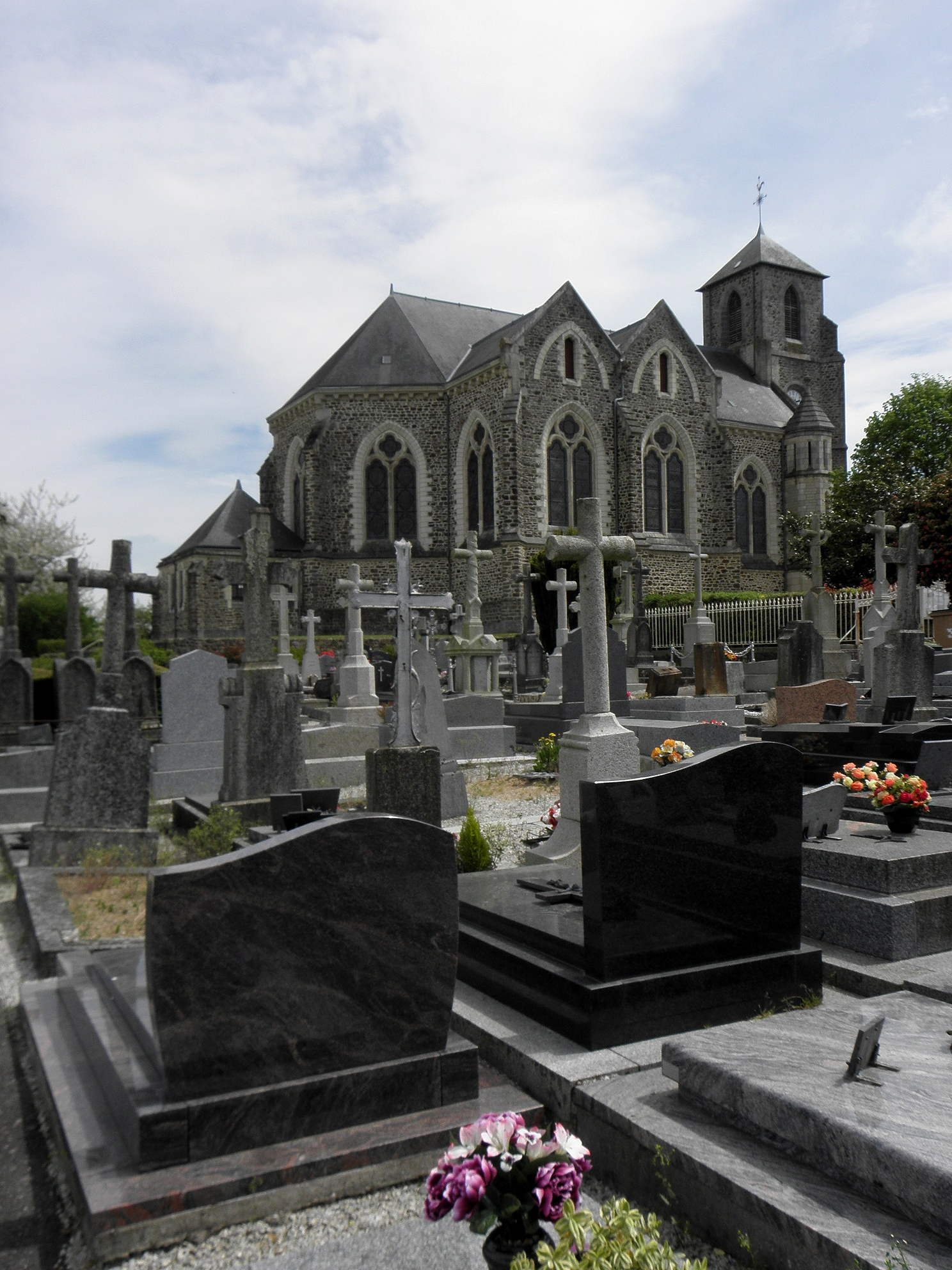
Kirche Saint-Martin

## Gemeindepartnerschaft
Mit der niederländischen Ortschaft Kedichem in der Gemeinde Leerdam besteht seit 1999 eine Partnerschaft.